# Hamarøy
Hamarøy là một đô thị ở tỉnh Nordland phía đông Hà Lan.

## Thông tin chung
Đô thị Hamarøy được thành lập ngày 1 tháng 1 năm 1838 (xem formannskapsdistrikt). Vào ngày 1 tháng 1 năm 1964, một phần của Hamarøy nằm phía nam Sagfjorden (dân số 77) đã được chuyển tới Steigen lân cận. Vào cùng ngày, các trang trại Tysnes và Molvik (dân số: 33) được chuyển từ Hamarøy đến Tysfjord.

### Tên gọi
Đô thị này được đặt theo tên của hòn đảo cũ (bây giờ là bán đảo) Hamarøya (Old Norse: Hamarøy), kể từ khi xây dựng nhà thờ đầu tiên (Hamarøy Church). Yếu tố thứ nhất là trường hợp tương đối của Hǫm, tên cũ của hòn đảo. Yếu tố cuối cùng là øy có nghĩa là "hòn đảo". Tên cũ của hòn đảo có thể giống với từ hǫm có nghĩa là "đùi / chân (của một con vật)" bởi vì hòn đảo (hoặc một phần của nó) được hình thành dưới dạng chân của động vật. Trong lịch sử, tên đô thị được đánh vần là Hammerø.

### Huy hiệu
Huy hiệu có từ thời hiện đại; huy hiệu đã được cấp vào ngày 19 tháng 2 năm 1982. Các cánh tay cho thấy một chú mèo trắng trên nền xanh. Lynx rất phổ biến trong khu vực được chọn là cánh tay để biểu thị cho động vật hoang dã phong phú trong rừng của đô thị.